# Molophilus (Molophilus) triparcus
Molophilus (Molophilus) triparcus is een tweevleugelige uit de familie steltmuggen (Limoniidae). De soort komt voor in het Neotropisch gebied.